# Clathurella eversoni
Clathurella eversoni är en snäckart som beskrevs av Tippett 1995. Clathurella eversoni ingår i släktet Clathurella och familjen kägelsnäckor. Inga underarter finns listade i Catalogue of Life.